# Infinite (Stratovarius)
Infinite is het achtste album van Stratovarius, uitgebracht in 2000 door Nuclear Blast.

## Nummers
1. Hunting High and Low – 4:08
2. Millennium – 4:09
3. Mother Gaia – 8:18
4. Phoenix – 6:13
5. Glory of the World – 4:53
6. A Million Light Years Away – 5:19
7. Freedom – 5:03
8. Infinity – 9:22
9. Celestial Dream – 2:31
10. It's a Mystery (Bonus track) - 2:29
11. Why Are We Here (Bonus track) - 2:29
12. Keep The Flame (Bonus track, French) - 5:13

## Bezetting
- Timo Kotipelto - zanger
- Timo Tolkki - gitarist
- Jari Kainulainen - bassist
- Jens Johansson - keyboardspeler
- Jörg Michael - drummer